# Tim Cornelisse
Tim Cornelisse (ur. 3 kwietnia 1978 w Alkmaarze) – holenderski piłkarz występujący na pozycji obrońcy. Jego brat Yuri Cornelisse także był piłkarzem.

## Kariera
Cornelisse zawodową karierę rozpoczynał w klubie TOP Oss. W Eerste Divisie zadebiutował 19 sierpnia 1997 w przegranym 0:1 meczu z FC Eindhoven. W barwach TOP Oss grał w sezonie 1997/1998. W tym czasie rozegrał tam 32 ligowe spotkania. W lipcu 1998 roku przeszedł do belgijskiego Anderlechtu. Miesiąc później został wypożyczony do ojczystego RKC Waalwijk. W Eredivisie zadebiutował 23 września 1998 w przegranym 0:2 spotkaniu z Vitesse Arnhem. 9 maja 1999 w wygranym 4:1 pojedynku z SC Cambuur strzelił pierwszego gola w trakcie gry w Eredivisie. Po zakończeniu sezonu 1998/1999 RKC wykupił Cornelisse z Anderlechtu. W RKC spędził jeszcze rok.
W 2000 roku przeszedł do innego pierwszoligowca – Vitesse Arnhem. Pierwszy ligowy mecz w jego barwach zaliczył 20 sierpnia 2000 przeciwko FC Twente (3:1). W sezonie 2001/2002 zajął z klubem 5. miejsce w lidze i po barażach awansował z nim do 2002/2003, który Vitesse zakończyło na trzeciej rundzie po porażce w dwumeczu z Liverpoolem.
W 2004 roku Cornelisse odszedł do FC Utrecht, również grającego w Eredivisie. Pierwszy ligowy występ w nowym klubie zanotował 14 sierpnia 2004 w przegranym 2:3 spotkaniu z NAC Breda. Od czasu debiutu Cornelisse był podstawowym graczem Utrechtu. W 2007 roku dotarł z klubem do trzeciej rundy Pucharu Intertoto, jednak jego klub przegrał tam swój mecz i nie awansował do Pucharu UEFA. W latach 2011–2013 grał w FC Twente. W 2013 roku przeszedł do Willem II Tilburg.